# Ilhéu Bombom
Ilhéu Bom Bom o Ilhéu Bombom es un islote perteneciente al país de Santo Tomé y Príncipe, en el Golfo de Guinea. El islote se encuentra al norte de la costa de la isla de Príncipe, a 1º N 7º O. Incluye un par de centros turísticos. No hay población permanente.
- Datos: Q963381
- Multimedia: Ilhéu Bombom / Q963381